# 할인 함수
할인 함수는 미래에 발생하는 편익이나 수익을 현재가치로 환산하는데 쓰이는 함수이다. 정해진 이자율을 반영한 지수형 할인과 실제 사람의 시간선호를 반영한다고 주장되는 쌍곡형 할인이 많이 사용된다

## 같이 보기
- 사회적 할인율
- 시간선호
- 이자율
- 미래가치
- 순현재가치
- 기한의 이익